# XEDA-FM
XEDA-FM 90.5 MHz, Imagen Radio es una emisora de radio comercial que transmite en la banda de frecuencia modulada con 100 kW de potencia en la Ciudad de México.

## Historia
En 1968, la empresa Publicistas, S.A., recibió la concesión para transmitir en la frecuencia de los 90.5 MHz en la Ciudad de México. Posteriormente fue adquirida por Grupo Imagen, que renombró la estación como "Radio Imagen", transmitiendo música contemporánea. En 1992, Grupo Imagen firma un acuerdo con MVS Radio para la operación de la emisora y se transforma en "Pulsar FM", un formato Top 40 en español, dirigido por Arturo Forzán. En 2000, Imagen retoma el control de sus tres emisoras, convirtiendo a XEDA-FM en "Imagen 90.5". Tras la compra de Imagen Telecomunicaciones por parte de Grupo Ángeles, se empezaron a adquirir emisoras en el interior del país para formar la cadena nacional Imagen Radio. Aunque la estación transmite principalmente noticias y programación hablada, conserva cierta programación musical en los horarios de medianoche.

## Transmisión en radio digital
La señal digital de la estación está multiplexada, emitiendo los siguientes subcanales digitales:
| Subcanal | Nombre       | Características                              |
| -------- | ------------ | -------------------------------------------- |
| 90.5 HD1 | Imagen Radio | Retransmite la señal tradicional de XEDA-FM. |

## Estaciones afiliadas
- XHQOO-FM 90.7 MHz  /  XEQOO-AM 1050 kHz - Cancún, Quintana Roo
- XHCHI-FM 97.3 MHz - Chihuahua, Chihuahua
- XHPCPG-FM 98.1 MHz - Chilpancingo de los Bravo, Guerrero
- XEDA-FM 90.5 MHz - Ciudad de México (Estación Principal)
- XHCC-FM 89.3 MHz - Colima, Colima
- XHSC-FM 93.9 MHz - Guadalajara, Jalisco
- XHHLL-FM 90.7 MHz - Hermosillo, Sonora.
- XHCCCT-FM 94.1 MHz - Mérida, Yucatán
- XHCMS-FM 105.5 MHz - Mexicali, Baja California
- XHMN-FM 107.7 MHz - Monterrey, Nuevo León
- XHTLN-FM 94.1 MHz - Nuevo Laredo, Tamaulipas
- XHOLA-FM 105.1 MHz - Puebla de Zaragoza, Puebla
- XHOZ-FM 94.7 MHz - Querétaro, Querétaro
- XHRP-FM 94.7 MHz - Saltillo, Coahuila
- XHEPO-FM 103.1 MHz - San Luis Potosí, San Luis Potosí
- XHMIG-FM 105.9 MHz - San Miguel de Allende, Guanajuato
- XHMDR-FM 103.1 MHz - Tampico, Tamaulipas
- XHLTN-FM 104.5 MHz - Tijuana, Baja California
- XHEN-FM  100.3 MHz - Torreón, Coahuila
- XHQRV-FM 92.5 MHz - Veracruz, Veracruz